# Nowy Młyn (powiat Kętrzyn)

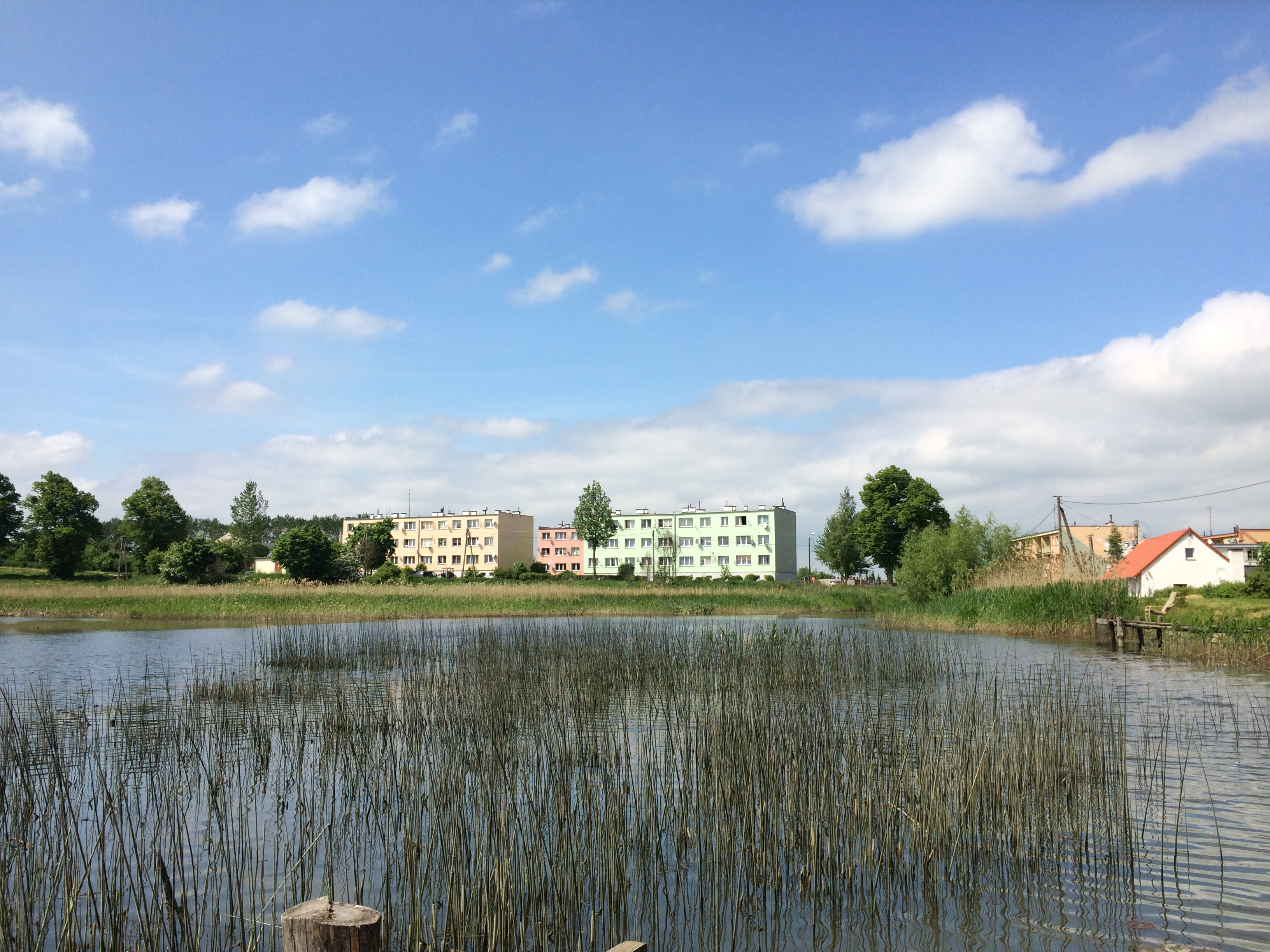
Zicht op Nowy Młyn, Smokowo en het meer van Smokowo

Nowy Młyn (Duits: Neumühl) is een dorp in de Poolse woiwodschap Ermland-Mazurië. De plaats is genoemd naar een watermolen die tussen 1420 en 1441 is aangelegd en maakt deel uit van de gemeente Kętrzyn (Duits: Rastenburg). Tot 1945 maakte Neumühl deel uit van Duitsland, in Oost-Pruisen, in het aartsbisdom Ermland (Pools: Warmia). Het dorp loopt naadloos over in buurdorp Smokowo, gelegen aan het gelijknamige meer.

## Verkeer en vervoer
Station Nowy Młyn is verbonden met Kętrzyn en Korsze. Er stoppen dagelijks 5 treinen per richting.
Tot 1945 was er ook een spoorverbinding met Heilsberg, via Rössel

## Sport en recreatie
- Door Smokowo en Nowy Młyn loopt de Europese wandelroute E11. De E11 loopt van Den Haag naar het oosten, op dit moment de grens Polen/Litouwen. Ter plaatse komt de route van het zuidwesten van Pieckowo en vervolgt noordelijke richting naar Biedaszki.